# Culture II
Culture II è il terzo album in studio del gruppo musicale statunitense Migos, pubblicato il 26 gennaio 2018. dalle etichette discografiche Quality Control, Motown Records e Capitol Records.
L'album vanta un cospicuo numero di collaborazioni con vari rappers statunitensi, tra cui: Cardi B, Nicki Minaj, Big Sean, Drake, Travis Scott, 2 Chainz, 21 Savage, Ty Dolla Sign e Post Malone. L'album ha visto, inoltre, la partecipazione, come produttori, di musicisti del calibro di: Murda Beatz, Metro Boomin, Buddah Flesh, Pharrell Williams e Kanye West. L'uscita del disco è stata supportata dai due singoli "MotorSport" e "Stir Fry", e dal singolo promozionale "Supastars".

## Accoglienza
| Recensione    | Giudizio |
| ------------- | -------- |
| ADM           | 6.7/10   |
| Metacritic    | 69/100   |
| AllMusic      | [ 15 ]   |
| Exclaim!      | 6/10     |
| The Guardian  | [ 17 ]   |
| NME           | [ 18 ]   |
| The Observer  | [ 19 ]   |
| Pitchfork     | 6.4/10   |
| PopMatters    | 8/10     |
| Rolling Stone | [ 22 ]   |
| Sputnikmusic  | [ 23 ]   |
| XXL           | [ 24 ]   |

L'album ha ricevuto recensioni prevalentemente positive da parte della critica specializzata ed ha debuttato alla prima posizione della Billboard 200.

## Tracce
Disco 1
1. Higher We Go (Intro) – 4:15
2. Supastars – 4:53
3. Narcos – 4:15
4. BBO (Bad Bitches Only) (feat. 21 Savage) – 4:11
5. Auto Pilot (Huncho on the Beat) – 4:47
6. Walk It Talk It (feat. Drake) – 4:36
7. Emoji a Chain – 5:15
8. CC (feat. Gucci Mane) – 4:19
9. Stir Fry – 3:10
10. Too Much Jewelry – 4:05
11. Gang Gang – 3:01
12. White Sand (feat. Travis Scott, Ty Dolla Sign & Big Sean) – 3:22

Durata totale: 50:09
Disco 2
1. Crown the Kings – 3:49
2. Flooded – 4:30
3. Beast – 4:20
4. Open It Up – 4:05
5. MotorSport (con Nicki Minaj e Cardi B) – 5:03
6. Movin' Too Fast – 4:23
7. Work Hard – 5:17
8. Notice Me (feat. Post Malone) – 3:53
9. Too Playa (feat. 2 Chainz) – 5:12
10. Made Men – 4:48
11. Top Down on da Nawf – 4:55
12. Culture National Anthem (Outro) – 4:43

Durata totale: 54:58

## Formazione

### Cantanti
- Migos – voci
- 21 Savage – voce aggiuntiva (traccia 4)
- Drake – voce aggiuntiva (traccia 6)
- Gucci Mane – voce aggiuntiva (traccia 8)
- Travis Scott, Ty Dolla Sign, Big Sean – voci aggiuntive (traccia 12)
- Nicki Minaj, Cardi B – voci aggiuntive (traccia 17)
- Post Malone – voce aggiuntiva (traccia 20)
- 2 Chainz – voce aggiuntiva (traccia 21)

### Musicisti
- Danny Zook – chitarra (traccia 1)
- Filip – chitarra (traccia 3)
- Lee Buddle – sassofono (traccia 21)

### Comparto tecnico
- Mike Dean – masterizzazione (tracce 1-8, 10-21), missaggio (tracce 1-8, 10-16, 18-24)
- Daryl "DJ Durel" McPherson – registrazione (tracce 1-24)
- Thomas "Tillie" Mann – missaggio (tracce 9 e 17)
- Mike Larson – registrazione (traccia 9)
- Thomas Cullison – registrazione (traccia 9)
- Colin Leonard – registrazione (traccia 9)
- Aubry "Big Juice" Delaine – registrazione (traccia 17)
- Nick Valentine – assistente alla registrazione (traccia 17)
- Brian Judd – assistente alla registrazione (traccia 17)

### Produzione
- Metro Boomin – produzione (tracce 1 e 7)
- Quavo – produzione (tracce 1-5, 8, 12, 13, 19, 21)
- Honorable C.N.O.T.E. – produzione (traccia 2)
- Buddah Bless – produzione (tracce 2 e 4)
- DJ Durel – produzione (tracce 2-5, 8, 12-14, 19, 21)
- OG Parker – produzione (traccia 6)
- Deko – produzione (traccia 6)
- Pharrell Williams – produzione (traccia 9)
- Zaytoven – produzione (traccia 10)
- Murda Beatz – produzione (tracce 11, 15 e 17)
- The Arcade – co-produzione (non accreditata) (traccia 21)
- Ty Dolla Sign – produzione (traccia 12)
- Travis Scott – produzione (traccia 12)
- Wheezy – produzione (traccia 12)
- Earl – produzione (traccia 14)
- Cardo – produzione (traccia 16)
- Cubeatz – produzione (traccia 17)
- Manny Flex – produzione (non accreditata) (traccia 18)
- JSDG Beats – co-produzione (non accreditata) (traccia 18)
- Dun – produzione (traccia 19)
- FKi – produzione (traccia 20)
- Nonstop da Hitman – co-produzione (non accreditata) (traccia 22)
- Msimp – co-produzione (non accreditata) (traccia 22)
- Ricky Racks – produzione (traccia 23)
- D Shine – co-produzione (non accreditata) (traccia 23)
- 808 Godz – produzione (traccia 24)
- Figurez Made It – produzione (traccia 24)